# Toy camera

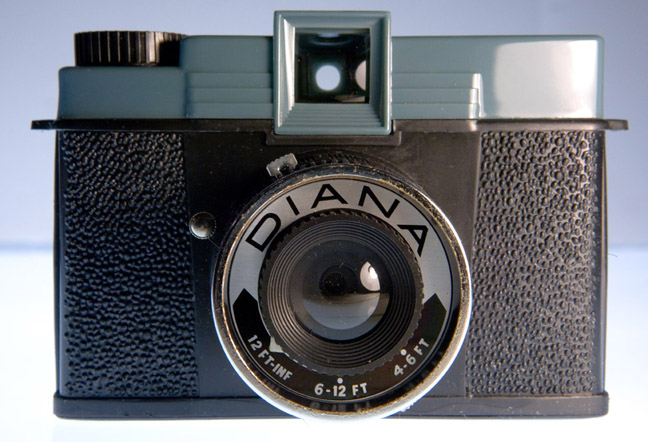
Cámara Diana

Las Toy Camera y cámaras de juguete son cámaras fotográficas de formato analógico. Cuentan con una lente simple y habitualmente están hechas de plástico barato, por esos motivos el precio de venta al público también es barato. 
Desde sus inicios en la década de 1990, las Toy Camera han sido utilizadas mayoritariamente con fines artísticos, tanto aquellas diseñadas y dirigidas a un público más infantil (como por ejemplo la Diana), como aquellas dirigidas a un público más general como por ejemplo Lomo LC-A, Lubitel o Holga. Su éxito continúa gracias principalmente a una organización que vio potencial en la idea de este tipo de cámaras: la Lomografia.

## Mercado
Estos dispositivos fotográficos están hechos mayoritariamente de plástico, y sus colores y su apariencia hace que sean como mínimo unos dispositivos curiosos al igual que atractivos. Hoy en día no sólo se pueden adquirir los modelos clásicos, sino que también podemos encontrar varios modelos modernizados de las Toy Camera clásicas.
A principios del siglo XXI, el portal web de Lomography se hizo popular porque supuso un gran cambio a la hora de poder adquirir este tipo de cámaras a través de Internet. A pesar de que también se pueden encontrar en tiendas físicas, haciendo así que la adquisición de estos pequeños dispositivos no se limite a un solo proveedor.

## Características
- Velocidades de obturación y aperturas limitadas: habitualmente estas cámaras ofrecen solo una velocidad de obturación (que está comprendida entre los 1/25 y 1/125 según) y una o pocas opciones de apertura de diafragma no muy luminosas (entre f8 y f16).

- Viñeteado: aparece a menudo puesto que las lentes que estas cámaras tienen, no están diseñadas para cubrir todo el espacio destinado a la fotografía que ofrece el negativo.

- Filtraciones de luz: se dan puesto que al ser dispositivos baratos no hay un control de calidad, de forma que a menudo los cuerpos de las cámaras tengan entradas de luz por agujeros al cuerpo o a cualquier elemento mal montado del objetivo.

- Falta de enfoque: característica de serie puesto que de manera habitual las cámaras sufren falta de graduación del enfoque de fábrica.

- Alteración de los colores: estas cámaras proporcionan imágenes muy coloreadas donde incluso podríamos encontrar alguna alteración cormàtica con tonalidades de colores saturados. Aun así el que será decisivo en la fotografía que obtendremos seràn las propiedades del carrete que utilizamos.

## Cámaras clásicas y modernas
- Diana, formato de película de 120, producida a la década de los 60.
- Diana F+, formado de película de 120 o de 35mm, producida a partir del siglo XXI.
- Holga, cámara china con un formato de película de 120, producida a partir del año 1982.
- Holga 135, con un formato de película de 35mm.